# Yalı del Conte Ostrorog
Lo Yalı del Conte Ostrorog o Yalı di Server Pascià è un edificio in muratura situato in Göksu Caddesi, nella mahalle di Kandilli, nel distretto di Scutari, sulla sponda anatolica del Bosforo.

## Storia
Questo edificio, che esiste ancora oggi a Kandilli, ha una storia di oltre 150 anni. Esso fu costruito nel 1850 da Server Pascià, ministro della Giustizia della sublime porta, e fu conosciuto come Yalı di Server Pascià fino al 1904, quando fu venduto a Léon Ostrorog, un esperto occidentale di Shari'a di origine polacca e consulente legale dell'Impero Ottomano. Il conte Ostrorog aveva studiato legge islamica ed era stato docente alle università di Oxford e dell'Aja. All'inizio del Novecento, fu invitato nel Paese dal governo ottomano e prestò servizio come consulente legale e consigliere del saddat presso il Ministero della Giustizia. Sua moglie, Marie-Jeanne Lorando, era figlia di un'importante famiglia levantina. Gli effetti personali e i libri di Ostrorog sono ancora esposti qui. Nel 1905 fu ampliato con lo Yalı di Ahmet Aşki Pascià, adiacente a questo edificio. In seguito, lo Yalı fu acquistato da Rahmi Koç.

## Descrizione
Questa struttura in legno a due piani dispone di 15 camere. Tutti i soffitti del palazzo presentano raffinati dettagli di falegnameria ottomana. I parquets del pavimento del palazzo sono stati acquistati dallo Yalı Köçeoğlu, demolito a Bebek nel 1940, e portati qui.
Attraverso una porta molto ampia, dal giardino della villa si accede al salone. Quando tutte le porte del salone sono aperte, si può vedere comodamente tutto il Bosforo e il boschetto adiacente. Nel giardino del palazzo si trovano un hamam aynasi (fontanella per hammam) costruito nel 1882, una Salsabil e una fontana.